# Nicky Hayden
Nicholas Patrick Hayden, ismertebb nevén Nicky Hayden (Owensboro, Kentucky, 1981. július 30. – Cesena,  2017. május 22.) amerikai gyorsasági-motorversenyző. 2006 MotoGP világbajnoka. Testvérei, Roger Lee és Tommy szintén motorversenyzők.
Karrierjét az AMA Supersport bajnokságban kezdte 1998-ban. 1999-ben bajnoki címet szerzett. Ezt követően az AMA Superbike bajnokságban folytatta pályafutását, itt 2002-ben végzett az első helyen.
Amerikai sikerei után 2003-ban a MotoGP-be igazolt, a Repsol Honda csapatához. 2006-ban világbajnoki címet szerzett, megszakítva Valentino Rossi öt éve tartó győzelmi szériáját. 2009-től 2013-ig a Ducati versenyzője volt, ahol nem tudta megismételni korábbi sikereit, mindössze háromszor tudott dobogóra állni. 2014-től két évig az Aspar csapat tagja volt.
2017. május 17-én az olaszországi Rimini közelében kerékpározás közben elütötte egy gépkocsi, 5 nappal később a kórházban belehalt sérüléseibe.
Beceneve Kentucky kölyök (Kentucky Kid) volt, utalva ezzel születési helyére.

## Karrierje

### Kezdetek
Az apai ágon ír származású Hayden az AMA Supersport-bajnokságban 17 évesen mutatkozott be. A következő évben megnyerte a sorozatot egy privát Honda nyergében.
2001-ben, első teljes AMA Superbike-szezonjában rögtön harmadik lett, csak a többszörös győztes Mat Mladin és Eric Bostrom előzték meg őt. 2002-ben már a bajnoki címet is megszerezte, így 21 évével a sorozat legfiatalabb győztese lett. Ebben az évben elindult a Superbike-vb Laguna Seca-i futamán is, ahol az első versenyen negyedik lett, a másodikon Hagával ütközött.

### Grand National Championship
Mint sok más amerikai motorversenyző, egy ideig ő is krosszmotorozott. A Grand National elnevezésű sorozatban 1999-ben nyerte első versenyét. 2002-ben, bár már csak néhány versenyen indult, abból a kevésből is meg tudott négyet nyerni (Springfield Short Track (ktészer), Springfield TT Steeplechase, Peoria TT Steeplechase). Egy alkalommal az is előfordult, hogy a dobogó mindhárom fokára Haydenek állhattak fel, Nicky, Tommy, Roger Lee sorrendben.

### MotoGP

#### Repsol Honda
AMA-bajnoki címe után rögtön Európába szerződött, a MotoGP-ben szereplő Repsol Honda versenyzője lett. Első idénye nem sikerült rosszul, kétszer is dobogóra állhatott, a szezon végén pedig ötödikként zárt. Ezzel az év újonca is ő lett. Egy gyengébb év után 2005-ben már harmadik lett Valentino Rossi és Marco Melandri mögött. Az amerikai nagydíjon megszerezte első MotoGP-győzelmét is. Bár többször nem végzett az élen ebben a szezonban, a szezon végén folyamatosan dobogós volt, ezenkívül több pole-pozíció is az ő nevéhez fűződött.

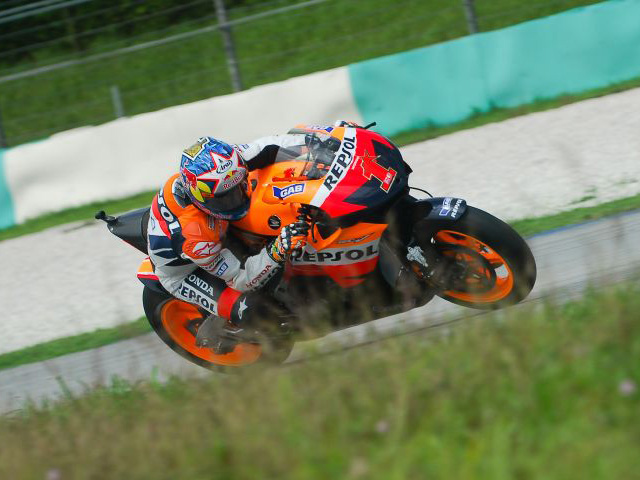
Nicky Hayden 2007-ben

2006 volt pályafutása addigi legjobb szezonja. A Holland TT-ig egy kivételével minden versenyen dobogón állhatott, a TT-t meg is nyerte. Hiába nyert mind Valentino Rossi, Loris Capirossi és Marco Melandri is több futamot, mint ő, megbízhatatlanságuk miatt Hayden a szezon közepére már nagy előnyre tett szert. Portugáliában csapattársának köszönhetően kiesett, így az utolsó futam előtt már Rossi vezetett 10 ponttal. A valenciai versenyen azonban hiába indult az olasz a pole-ból, elesett, így csak tizenharmadik lett. Hayden végül 5 pontos előnnyel, nem annyira győzelmeinek, mint kiegyensúlyozott teljesítményének köszönhetően szerezte meg a világbajnoki címet.
2006 szeptemberében szerződést hosszabbított, így még két évig a HRC versenyzője lehetett. 2007-ben a világbajnoknak kijáró 1-es rajtszámot használta a szokásos 69-es helyett. A szezont gyengén kezdte, franciaországi kiesése után csak az összetett tizenegyedik helyén állt. Később, bár háromszor dobogóra állt, többször nem tudott a top 10-be bekerülni, valamint még kétszer ki is esett, így csak a nyolcadik helyig tudott felkapaszkodni. Ebben az évben még a hazai versenyén sem tudott jól szerepelni, Laguna Secá-ban kiesett.
2008 első felében már megbízhatóbb volt, csak egyszer esett ki, azonban nem tudott dobogóra állni. A brit nagydíjtól kezdve a Honda új, pneumatikus szelepvezérlésű motort vetett be, amivel érezhető volt a javulás. A következő, holland versenyen Hayden sokáig a harmadik helyen haladt, csak a végén előzte meg őt Colin Edwards. Egy krosszmotorozás alatt összeszedett bokasérülés miatt két versenyt ki kellett hagynia. Visszatérése rendkívül jól sikerült, az új versenyen, Indianapolisban második lett. Később még Phillip Islanden tudott dobogóra állni, itt harmadik lett.

#### Ducati
Mivel kapcsolata megromlott a Hondával, egyre több pletyka szólt arról, hogy elhagyja őket, és a Ducatihoz szerződik, Casey Stoner mellé. A hivatalos bejelentésre végül szeptemberben került sor.

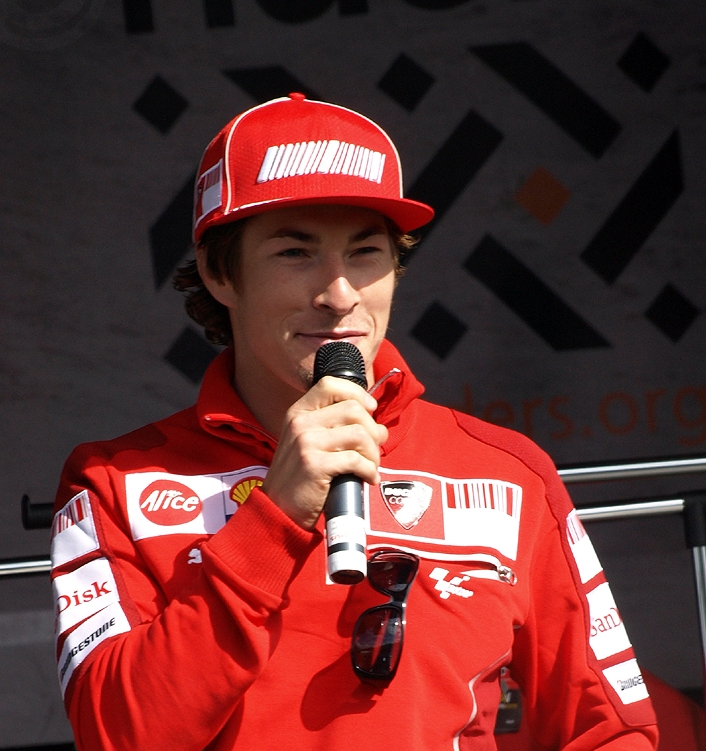
Már a Ducati versenyzőjeként

2009-ben tehát a Ducati versenyzője lett. Vele kapcsolatban is bebizonyosodott az, hogy a motorral csak Stoner tud igazán jól menni, ugyanis a szezon nagy részében csak a 10-15. helyekért harcolhatott. A szezonnyitó katari futamon például csak a tizenkettedik helyen végzett, korábbi csapattársa, Dani Pedrosa mögött. Motegiben már az időérőn is csak tizenkettedik lett, új motorjával először vezetett esőben. A versenyen aztán már az első körben kiesett, miután kiütötte őt az újonc Takahasi. Jerezben az időmérőn 16., a futamon pedig az utolsó pontszerző, 15. helyen végzett. Indianapolisban hiába állhatott dobogóra, karrierje legrosszabb szezonját produkálta, mindössze 13. lett.
2009 szeptemberében szerződést hosszabbított a Ducatival, véget vetve a spekulációknak, miszerint távozhat a csapattól. A szezon előtti tesztek idején megsérült a karján. Az első három versenyen egyaránt negyedik lett, ezzel megelőzi csapattársát, aki kétszer is nullázott. Később, amikor célba ért, csak egyszer végzett a tizediknél rosszabb helyen, az aragóniai nagydíjon a dobogóra is felállhatott.
2011-re új csapattársat kapott a sokszoros világbajnok Valentino Rossi személyében. A csapatnál közben gondok támadtak, a Ducati hirtelen közel két másodperccel lett lassabb az élen található motoroknál. A szezon első harmadában csapattársához hasonlóan egy dobogós helyezést szerzett a spanyol nagydíjon. Innentől kezdve a következő tíz versenyen pontszerző helyen ért célba, legjobb eredménye egy leggyorsabb kör és egy negyedik hely volt a brit nagydíjon. Ezeken a versenyeken egy kivételével mindannyiszor sikerült a legjobb tíz között is zárnia. Az egy kivétel a hazai verseny volt, ahol tizennegyedik lett. Misanóban kiesett, majd egymás után három hetedik helyet szerzett Aragóniában, Japánban és Ausztráliában. A maláj nagydíjat, ahol Hayden hatodik helyről startolhatott, Marco Simoncelli halála miatt törölték. Az utolsó futamon, Valenciában Hayden és csapattársa, Rossi rögtön az első kanyarban kiesett egy négyes balesetben. A baleset miatt csuklóját törte, emiatt ki kellett hagynia a szezon zárását követő tesztet, de a kiesés nem befolyásolta nyolcadik pozícióját a bajnokságban.
2012 az első szezon volt pályafutása során, amely során egyetlen alkalommal sem állhatott dobogóra. Legjobb eredménye egy negyedik hely volt a maláj nagydíjon. Egy évvel később, immár új csapattárssal (Andrea Iannone) gyakorlatilag megegyező teljesítményt nyújtott, mint 2012-ben. Ugyanúgy kilencedikként zárta az évet, és a 2012-es 122 ponthoz képest 2013-ban 126 pontot szerzett.

#### Aspar
A 2014-es vb kezdetén négy év után ismét Hondára váltott, amikor az Aspar Racing Team versenyzője lett, csapattársként Aojama Hirosival. Egy csuklósérülés miatt ki kellett hagynia az olasz nagydíjat, később pedig további négy versenyen nem indult, így csak tizenhatodikként zárta az évet. 2015-re is maradt az Asparnál, csapattársa a Superbike-világbajnokságból érkező ír Eugene Laverty lett.

## Halála
2017-ben, az olaszországi Rimini közelében, kerékpározás közben egy személygépkocsi elütötte, és súlyos agysérüléseket szenvedett. Az orvosok napokig küzdöttek az életéért, de 2017. május 22-én közleményben tudatták a rajongókkal és a sporttársakkal, hogy elhunyt.

## Statisztika

### Évek szerint
| Év       | Géposztály | Motor           | Futam | Győz | Dobogó | Pole | Lk. | Pont | Poz. |
| -------- | ---------- | --------------- | ----- | ---- | ------ | ---- | --- | ---- | ---- |
| 2003     | MotoGP     | Honda RC211V    | 16    | 0    | 2      | 0    | 0   | 130  | 5.   |
| 2004     | MotoGP     | Honda RC211V    | 15    | 0    | 2      | 0    | 0   | 117  | 8.   |
| 2005     | MotoGP     | Honda RC211V    | 17    | 1    | 6      | 3    | 2   | 206  | 3.   |
| 2006     | MotoGP     | Honda RC211V    | 17    | 2    | 10     | 1    | 2   | 252  | 1.   |
| 2007     | MotoGP     | Honda RC212V    | 18    | 0    | 3      | 1    | 1   | 127  | 8.   |
| 2008     | MotoGP     | Honda RC212V    | 16    | 0    | 2      | 0    | 1   | 155  | 6.   |
| 2009     | MotoGP     | Ducati GP9      | 17    | 0    | 1      | 0    | 0   | 104  | 13.  |
| 2010     | MotoGP     | Ducati GP10     | 18    | 0    | 1      | 0    | 0   | 163  | 7.   |
| 2011     | MotoGP     | Ducati GP11     | 17    | 0    | 1      | 0    | 1   | 132  | 8.   |
| 2012     | MotoGP     | Ducati GP12     | 16    | 0    | 0      | 0    | 0   | 122  | 9.   |
| 2013     | MotoGP     | Ducati GP13     | 18    | 0    | 0      | 0    | 0   | 126  | 9.   |
| 2014     | MotoGP     | Honda RCV1000R  | 13    | 0    | 0      | 0    | 0   | 47   | 16.  |
| 2015     | MotoGP     | Honda RC213V-RS | 7     | 0    | 0      | 0    | 0   | 8    | 21.  |
| Összesen |            |                 | 205   | 3    | 28     | 5    | 7   | 1689 |      |

### Teljes MotoGP-eredménylistája
(Táblázat értelmezése)

(Félkövér: pole-pozícióból indult; dőlt: leggyorsabb kört futott) 

| Év   | Géposztály | Motor  | 1       | 2       | 3       | 4       | 5       | 6       | 7      | 8      | 9       | 10      | 11      | 12      | 13      | 14      | 15      | 16      | 17      | 18      | Poz. | Pont |
| ---- | ---------- | ------ | ------- | ------- | ------- | ------- | ------- | ------- | ------ | ------ | ------- | ------- | ------- | ------- | ------- | ------- | ------- | ------- | ------- | ------- | ---- | ---- |
| 2003 | MotoGP     | Honda  | JPN 7   | RSA 7   | SPA Ret | FRA 12  | ITA 12  | CAT 9   | NED 11 | GBR 8  | GER 5   | CZE 6   | POR 9   | BRA 5   | PAC 3   | MAL 4   | AUS 3   | VAL Ret |         |         | 5.   | 130  |
| 2004 | MotoGP     | Honda  | RSA 5   | SPA 5   | FRA 11  | ITA Ret | CAT Ret | NED 5   | BRA 3  | GER 3  | GBR 4   | CZE Ret | POR     | JPN Ret | QAT 5   | MAL 4   | AUS 6   | VAL Ret |         |         | 8.   | 117  |
| 2005 | MotoGP     | Honda  | SPA Ret | POR 7   | CHN 9   | FRA 6   | ITA 6   | CAT 5   | NED 4  | USA 1  | GBR Ret | GER 3   | CZE 5   | JPN 7   | MAL 4   | QAT 3   | AUS 2   | TUR 3   | VAL 2   |         | 3.   | 206  |
| 2006 | MotoGP     | Honda  | SPA 3   | QAT 2   | TUR 3   | CHN 2   | FRA 5   | ITA 3   | CAT 2  | NED 1  | GBR 7   | GER 3   | USA 1   | CZE 9   | MAL 4   | AUS 5   | JPN 5   | POR Ret | VAL 3   |         | 1.   | 252  |
| 2007 | MotoGP     | Honda  | QAT 8   | SPA 7   | TUR 7   | CHN 12  | FRA Ret | ITA 10  | CAT 11 | GBR 17 | NED 3   | GER 3   | USA Ret | CZE 3   | RSM 13  | POR 4   | JPN 9   | AUS Ret | MAL 9   | VAL 8   | 8.   | 127  |
| 2008 | MotoGP     | Honda  | QAT 10  | SPA 4   | POR Ret | CHN 6   | FRA 8   | ITA 13  | CAT 8  | GBR 7  | NED 4   | GER 13  | USA 5   | CZE     | RSM DNS | IND 2   | JPN 5   | AUS 3   | MAL 4   | VAL 5   | 6.   | 155  |
| 2009 | MotoGP     | Ducati | QAT 12  | JPN Ret | SPA 15  | FRA 12  | ITA 12  | CAT 10  | NED 8  | USA 5  | GER 8   | GBR 15  | CZE 6   | IND 3   | SMR Ret | POR 8   | AUS 15  | MAL 5   | VAL 5   |         | 13.  | 104  |
| 2010 | MotoGP     | Ducati | QAT 4   | SPA 4   | FRA 4   | ITA Ret | GBR 4   | NED 7   | CAT 8  | GER 7  | USA 5   | CZE 6   | IND 6   | SMR Ret | ARA 3   | JPN 12  | MAL 6   | AUS 4   | POR 5   | VAL Ret | 7.   | 163  |
| 2011 | MotoGP     | Ducati | QAT 9   | SPA 3   | POR 9   | FRA 7   | CAT 8   | GBR 4   | NED 5  | ITA 10 | GER 8   | USA 7   | CZE 7   | IND 14  | RSM Ret | ARA 7   | JPN 7   | AUS 7   | MAL C   | VAL Ret | 8.   | 132  |
| 2012 | MotoGP     | Ducati | QAT 6   | SPA 8   | POR 11  | FRA 6   | CAT 9   | GBR 7   | NED 6  | GER 10 | ITA 7   | USA 6   | IND DNS | CZE     | RSM 7   | ARA Ret | JPN 8   | MAL 4   | AUS 8   | VAL Ret | 9.   | 122  |
| 2013 | MotoGP     | Ducati | QAT 8   | AME 9   | SPA 7   | FRA 5   | ITA 6   | CAT Ret | NED 11 | GER 9  | USA 8   | IND 9   | CZE 8   | GBR 8   | RSM 9   | ARA 9   | MAL Ret | AUS 7   | JPN 9   | VAL 8   | 9.   | 126  |
| 2014 | MotoGP     | Honda  | QAT 8   | AME 11  | ARG 11  | SPA 11  | FRA Ret | ITA DNS | CAT 12 | NED 17 | GER 14  | IND     | CZE     | GBR     | RSM     | ARA 9   | JPN 14  | AUS 10  | MAL Ret | VAL 13  | 16.  | 47   |
| 2015 | MotoGP     | Honda  | QAT 17  | AME 13  | ARG 16  | SPA 17  | FRA 11  | ITA Ret | CAT ki | NED 16 | GER 16  | IND 16  | CZE 17  | GBR 12  | RSM 17  | ARA 15  | JPN 13  | AUS ki  | MAL 16  | VAL 17  | 20.  | 16   |
| 2016 | MotoGP     | Honda  | QAT     | ARG     | AME     | SPA     | FRA     | ITA     | CAT    | NED    | GER     | AUT     | CZE     | GBR     | RSM     | ARA 15  | JPN     | AUS 17  | MAL     | VAL     | 24.  | 1    |